# 河原田町
河原田町（かわはらだまち）は、かつて新潟県佐渡郡にあった町。

## 地理
- 島嶼:佐渡島

## 沿革
- 1889年（明治22年）4月1日 - 町村制施行に伴い雑太郡川原田町、川原田諏訪町が合併し、川原田町（かわはらだまち）が発足。
- 1896年（明治29年）4月1日 - 郡の統合により佐渡郡に所属[1]。
- 1898年（明治31年）9月9日 - 河原田町に表記を変更。
- 1954年（昭和29年）7月20日 - 佐渡郡沢根町、二宮村、八幡村と合併し、佐和田町となり消滅。

## 町長
- 中山小四郎